# Elena Horvat
Elena Horvat (în maghiară Horváth Ilona, n. 4 iulie 1958, Luizi-Călugăra, România, în prezent Elena Oprea-Horvat) este o canotoare română de origine ceangăiască, laureată cu aur la Los Angeles 1984.

## Biografie
Aceasta s-a născut în anul 1958 în Luizi-Călugăra, Bacău, de lângă Bacău, fiind de origine ceangăiască-maghiară. Despre cariera sa a amintit jurnalistul Zoltán Becze în cartea Erdélyi székelyek és magyarok a nyári olimpiai játékokon („Secuii și maghiarii din Transilvania la Jocurile Olimpice de vară”).

## Activitate

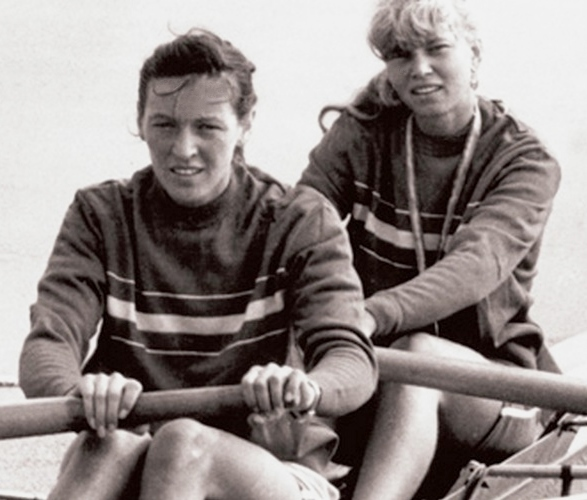
Elena Horvat (în față) și Rodica Arba (în spate) la Jocurile Olimpice de vară din 1984 de la Los Angeles la două rame fără cârmaci.

Potrivit bazei de date a Comitetului Olimpic și Sportiv Român (COSR), Horvat și-a început cariera la Clubul Sportiv „Viitorul” din București și apoi s-a transferat la Steaua, tot din București. A câștigat un titlu la un campionat național și apoi a putut participa la Jocurile Olimpice de la Moscova din 1980 ca rezervă. A obținut rezultate remarcabile la mai multe campionate mondiale: în 1981 a câștigat o medalie de bronz la canotaj cu dublu rame fără cârmaci, în 1982 la patru rame cu cârmaci, iar în 1983 a câștigat și o medalie de argint la dublu rame fără cârmaci.
La dublu a câștigat 10 titluri de campionat național și, după ce a câștigat aurul la Jocurile Olimpice de vară din 1984 în echipa cu Rodica Arba la 1.000 de metri fără cârmaci, a câștigat și o medalie de aur la Campionatul Mondial din 1985. În același an, a fost numită „Cel mai bun sportiv al anului” din România.

Zoltán Becze a subliniat că, înainte de JO de la Los Angeles, România nu avea o medalie olimpică în sporturile de canotaj.

Echipa de canotaj 2 fără cârmaci la J.O. 1984

## Legături externe
Materiale media legate de Elena Horvat la Wikimedia Commons
- Elena Horvat la Comitetul Olimpic și Sportiv Român (arhivat)
- en Elena Horvat la Olympedia.org